# 諾布爾汽車
諾布爾汽車（Noble Automotive Ltd.）是英國的一家跑車企業，總部位於萊斯特。諾布爾汽車創辦於1999年，由Lee Noble創立於西約克郡里茲。2009年Lee Noble出售該公司之後，諾布爾汽車搬遷到萊斯特。

## Noble M12 (2000–2008)

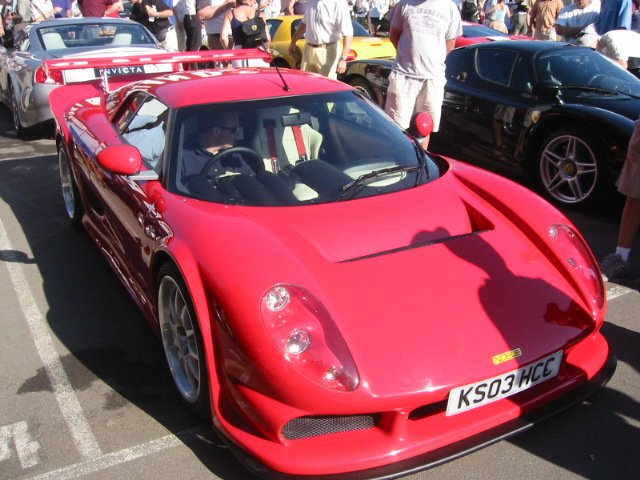
Noble M12

## Noble M400 (2004-2007)

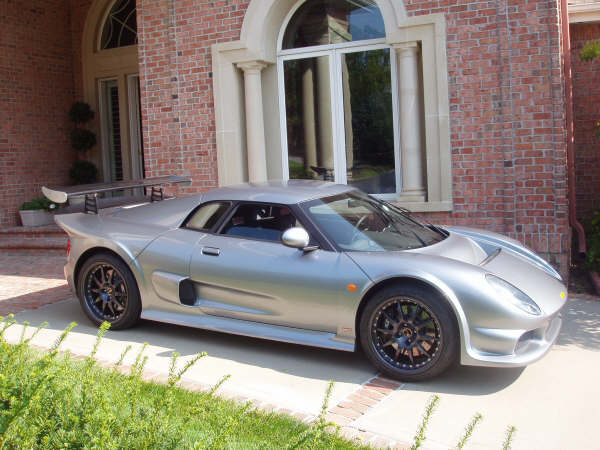
Noble M400

## Noble M15 (2006-2011)

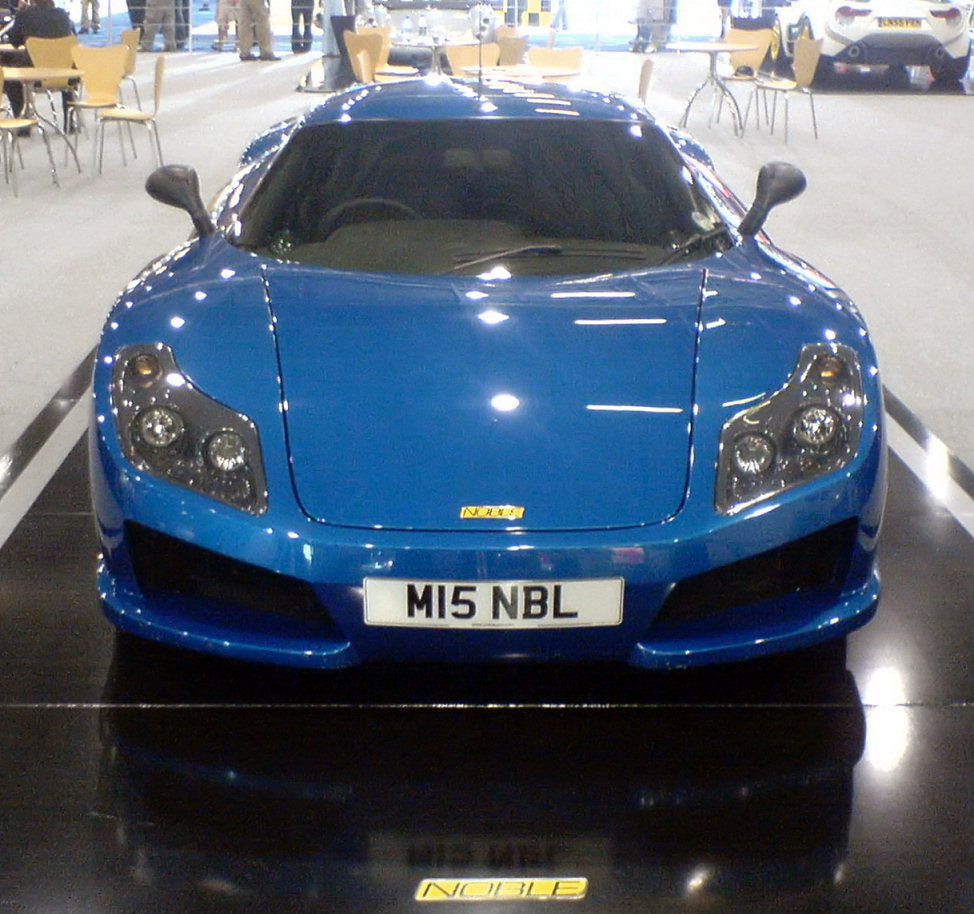
Noble M15

## Noble M600 (2010-present)

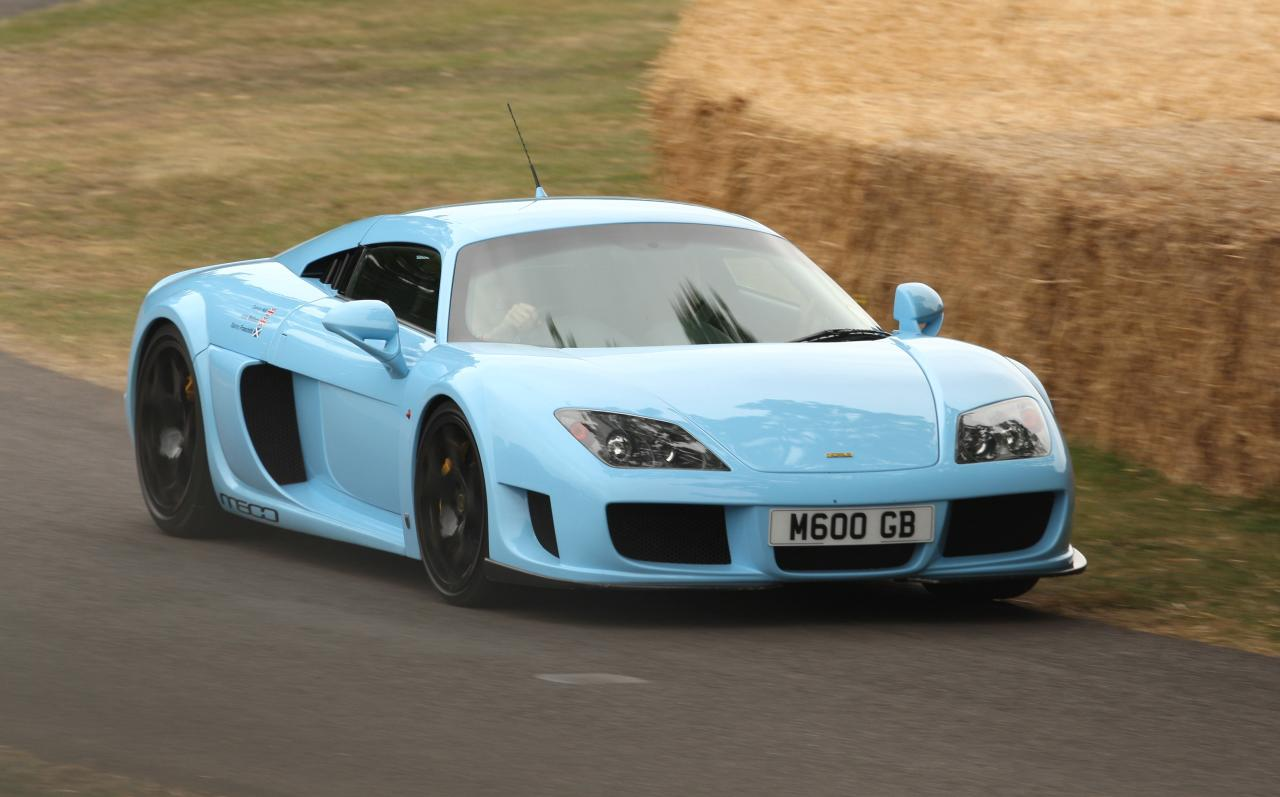
Noble M600

2010年，諾布爾汽車開始銷售M600。搭載與富豪XC90相同的山葉雙渦輪增壓V8引擎（659匹馬力、83.5公斤米扭力）、碳纖維車身、6速Graziano手排變速箱。與法拉利F430是同一類別的競爭對手。車重僅1275公斤的M600從0到100公里/小時加速在3.5秒內完成。M600的煞車碟盤是鋼製的，沒有防鎖死煞車系統或動態穩定系統。循跡控制系統作為標準配置，也可以透過開關完全禁用。M600作為純粹的駕駛員汽車享有很高的聲譽。
原廠建議售價為20萬歐元，M600每年僅生產12輛。

## 外部連結
- Noble Cars（页面存档备份，存于） – official website of Noble Cars
- Rossion Cars（页面存档备份，存于） – official website of 1G Racing (producer of the Rossion)